# Pablo Birger
Pablo Birger (ur. 7 stycznia 1924 w Buenos Aires, zm. 9 marca 1966 tamże) – były argentyński kierowca wyścigowy. W 1953 i w 1955 roku wystartował w Grand Prix Argentyny w zespole Gordini. Nie ukończył żadnego z wyścigów. Zginął 9 marca 1966 w wypadku drogowym.